# Магдалена-де-Кино
Магдалена-де-Кино (исп. Magdalena de Kino) — город в Мексике, штат Сонора, входит в состав муниципалитета Магдалена и является его административным центром. Численность населения, по данным переписи 2020 года, составила 30 429 человек.

## Топонимика
Название Magdalena de Kino составное: Magdalena — дано в честь святой Марии Магдалены, а Kino — в честь исследователя и миссионера-иезуита Эусебио Франсиско Кино, который был похоронен в этом городе.

## История
Поселение было основано колонизаторами в 1700 году во главе с Хуаном Баутистой Эскаланте, в нескольких километрах южнее разрушенной в 1648 году миссии Святой Марии Магдалины, которая была основана миссионерами во главе с Эусебио Франсиско Кино для евангелизации местных индейцев папаго и пима.
1 октября 1923 года поселение получило статус города, а в 1966 году правительство штата изменило название на Магдалена-де-Кино в память об исследователе и просветителе Соноры — Эусебио Франсиско Кино.

## Фотографии

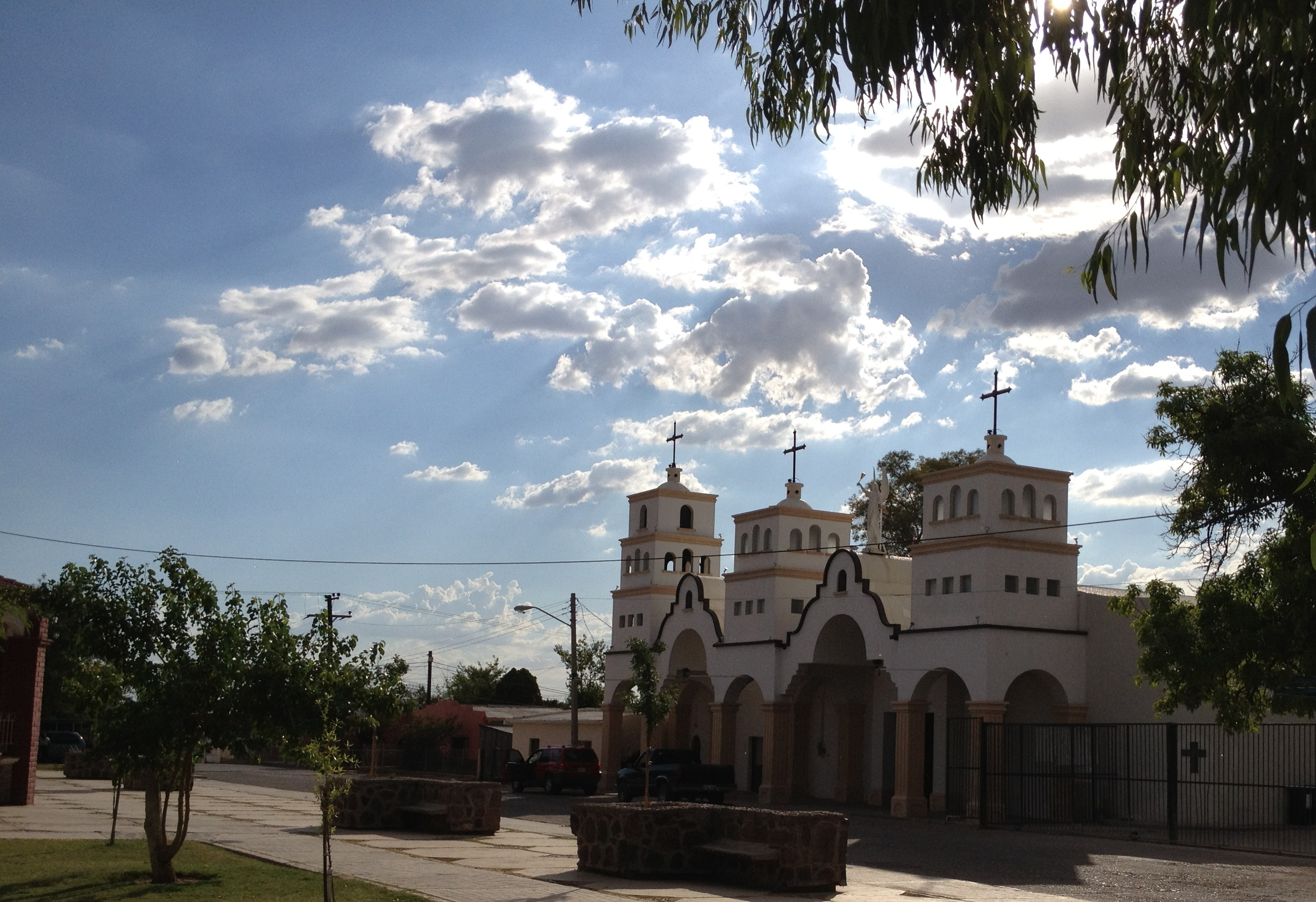
Церковь Святого Фелиппа
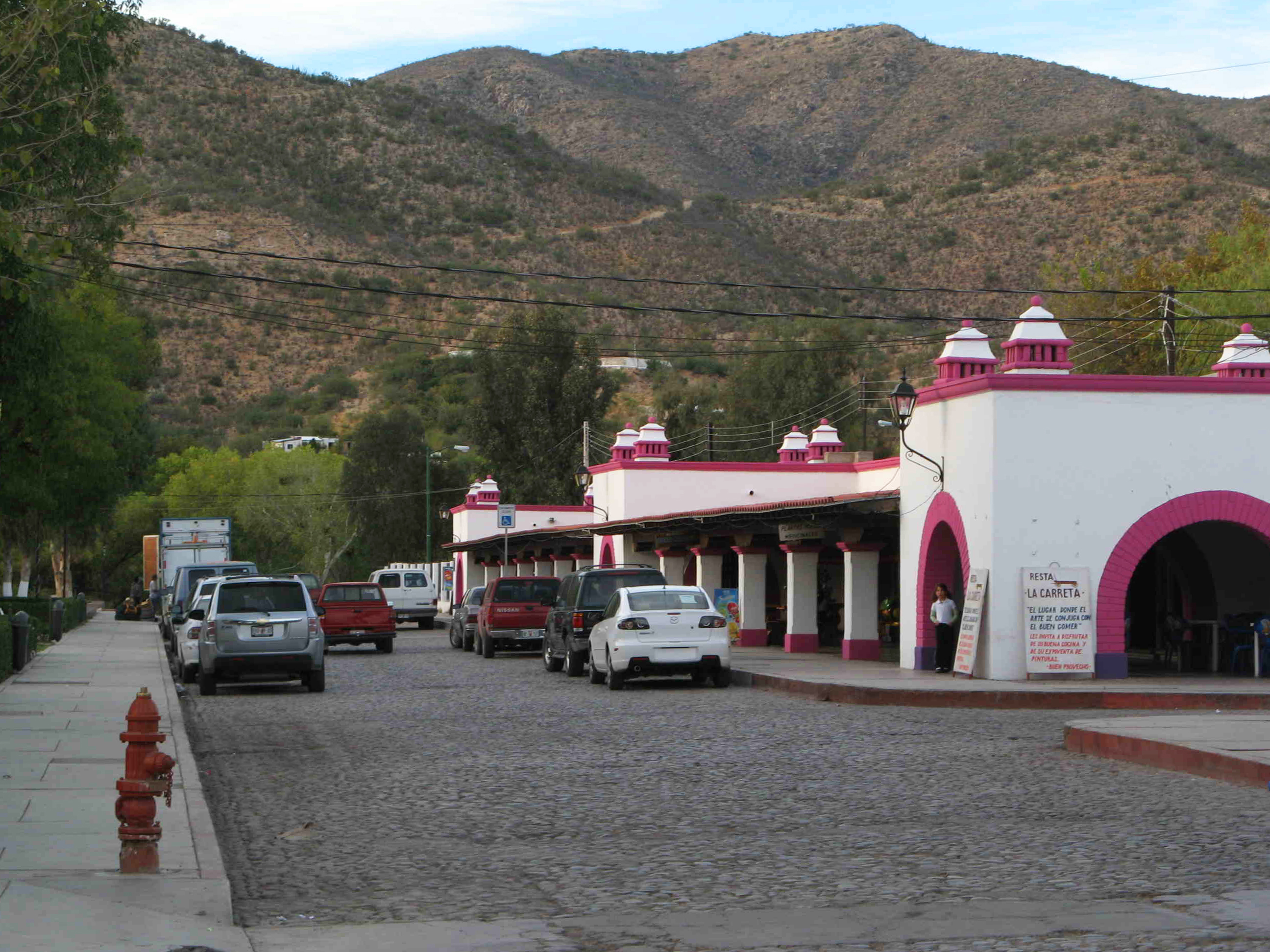
Одна из улиц города
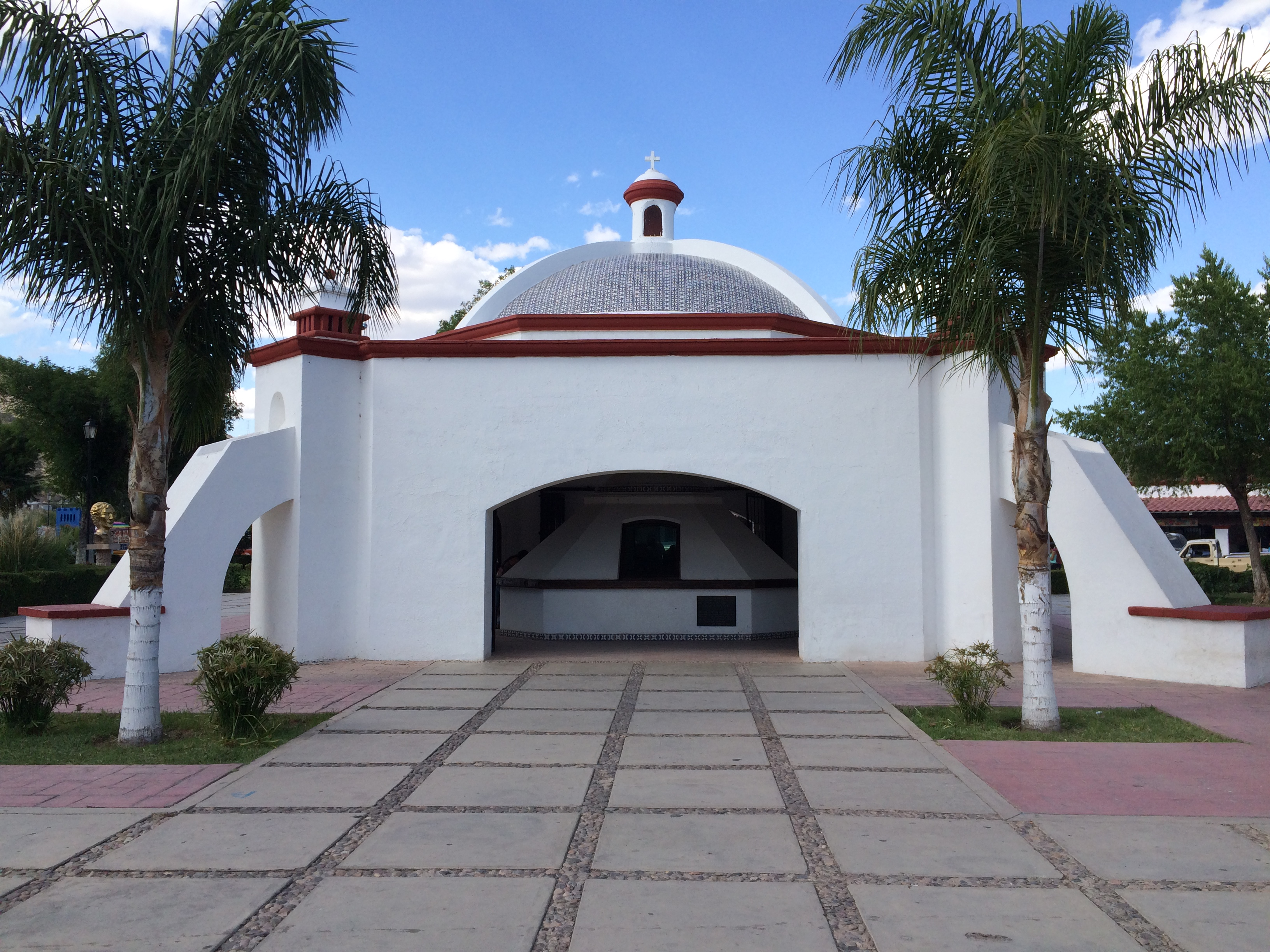
Гробница Эусебио Франсиско Кино